# ناتالیا ژوکوا
ناتالیا ژوکوا (اوکراینی: Наталія Олександрівна Жукова؛ زادهٔ ۵ ژوئن ۱۹۷۹) شطرنج‌باز اهل اوکراین است. وی همسر الکساندر گریشچوک است. ناتالیا ژوکوا یک شطرنج‌باز اوکراینی است که در تاریخ ۵ ژوئن ۱۹۷۹ به دنیا آمده است. او از جمله برجسته‌ترین شطرنج‌بازان زن جهان محسوب می‌شود. برخی از دستاوردهای او عبارتند از:
- قهرمانی اروپا: ژوکوا دو بار قهرمان شطرنج زنان اروپا شده است، یکی در سال ۲۰۰۰ و دیگری در سال ۲۰۱۵.
- استاد بزرگ: او در سال ۱۹۹۷ عنوان استاد بین‌المللی زنان (WIM) و در سال ۱۹۹۹ عنوان استاد بزرگ زنان (WGM) را کسب کرد.
- شرکت در المپیاد شطرنج: ژوکوا بارها در المپیادهای شطرنج برای تیم ملی اوکراین شرکت کرده و مدال‌های زیادی به دست آورده است.

ناتالیا ژوکوا به دلیل بازی‌های قوی و استراتژی‌های پیچیده‌اش در دنیای شطرنج شناخته شده است و همچنان به عنوان یکی از شطرنج‌بازان مطرح در جهان فعالیت می‌کند.

## مسابقات قهرمانی زنان اوکراین در ۱۶ سالگی
ژوکوا در سال ۱۹۹۶ که اولین بازی خود را در سطح زنان اوکراین انجام داد، جوان‌ترین بازیکن این رشته بود. او با امتیاز ۶/۱۰ به مقام‌های اول تا دوم مسابقات قهرمانی دست یافت و پس از تاتیانا ملامد در تای بریک دوم شد. او در سال ۱۹۹۵ عنوان استاد بین‌المللی زن را از فیده، فدراسیون جهانی شطرنج به دست آورد و در سال ۱۹۹۷ به عنوان استاد بزرگ زن ارتقا یافت. در سال ۲۰۱۹ قهرمان مسابقات زنان اوکراین شد.

## موفقیت‌های بین‌المللی
او دو بار در سال‌های ۲۰۰۰ و ۲۰۱۵ قهرمان زنان اروپا شد.